# Courtney Okolo
Courtney Okolo (ur. 15 marca 1994) – amerykańska lekkoatletka specjalizująca się w biegach sprinterskich.
W 2013 zdobyła dwa złote medale mistrzostw panamerykańskich juniorów. Dwa lata później triumfowała w biegu na 400 metrów oraz w sztafecie 4 × 400 metrów podczas czempionatu NACAC. W marcu 2016 weszła w skład amerykańskiej sztafety 4 × 400 metrów, która zdobyła złoto halowych mistrzostw świata w Portland. W tym samym roku, wraz z koleżankami z reprezentacji, triumfowała w sztafecie podczas igrzysk olimpijskich w Rio de Janeiro.
Złota medalistka juniorskich mistrzostw Stanów Zjednoczonych. Stawała na najwyższym stopniu podium mistrzostw NCAA.

## Osiągnięcia
| Rok  | Impreza                              | Miejsce        | Konkurencja                      | Lokata     | Wynik   |
| ---- | ------------------------------------ | -------------- | -------------------------------- | ---------- | ------- |
| 2013 | Mistrzostwa panamerykańskie juniorów | Medellín       | bieg na 400 metrów               | 1. miejsce | 52,19   |
| 2013 | Mistrzostwa panamerykańskie juniorów | Medellín       | sztafeta 4 × 400 metrów          | 1. miejsce | 3:36,48 |
| 2015 | Mistrzostwa NACAC                    | San José       | bieg na 400 metrów               | 1. miejsce | 51,57   |
| 2015 | Mistrzostwa NACAC                    | San José       | sztafeta 4 × 400 metrów          | 1. miejsce | 3:25,39 |
| 2016 | Halowe mistrzostwa świata            | Portland       | sztafeta 4 × 400 metrów          | 1. miejsce | 3:26,38 |
| 2016 | Igrzyska olimpijskie                 | Rio de Janeiro | sztafeta 4 × 400 metrów          | 1. miejsce | 3:19,06 |
| 2018 | Halowe mistrzostwa świata            | Birmingham     | bieg na 400 metrów               | 1. miejsce | 50,55   |
| 2018 | Halowe mistrzostwa świata            | Birmingham     | sztafeta 4 × 400 metrów          | 1. miejsce | 3:23,85 |
| 2019 | Igrzyska panamerykańskie             | Lima           | bieg na 400 metrów               | 3. miejsce | 51,22   |
| 2019 | Igrzyska panamerykańskie             | Lima           | sztafeta 4 × 400 metrów          | 1. miejsce | 3:26,46 |
| 2019 | Mistrzostwa świata                   | Doha           | sztafeta 4 × 400 metrów          | 1. miejsce | 3:18,92 |
| 2019 | Mistrzostwa świata                   | Doha           | sztafeta mieszana 4 × 400 metrów | 1. miejsce | 3:09,34 |
| 2025 | World Athletics Relays               | Kanton         | sztafeta mieszana 4 × 400 metrów | 1. miejsce | 3:09,54 |

## Rekordy życiowe
- Bieg na 200 metrów (stadion) – 22,79 (2016)
- Bieg na 200 metrów (hala) – 23,45 (2015)
- Bieg na 400 metrów – 49,71 (2016)
- Bieg na 400 metrów (hala) – 50,55 (2018)